# Jeff McCarthy
Jeffrey Charles "Jeff" McCarthy (Los Angeles, 16 oktober 1954) is een Amerikaans acteur.

## Biografie
McCarthy is geboren en getogen in Los Angeles, en heeft het acteren geleerd aan de American Conservatory Theater in San Francisco. In 1980 verhuisde hij naar New York om te gaan acteren op Broadway.
McCarthy begon in 1983 met acteren op Broadway in de musical Zorba. Hierna heeft hij nog meerdere rollen gespeeld op Broadway.
McCarthy begon in 1985 met acteren voor televisie in de televisieserie The Equalizer. Hierna heeft hij nog meerdere rollen gespeeld in televisieseries en films zoals Knots Landing (1989-1990), Equal Justice (1991), Cliffhanger (1993) en All My Children (2008).

## Filmografie

### Films
Uitgezonderd korte films.
- 2020 The Devil All the Time - als evangelist
- 2019 Joker - als NCB omroeper
- 2010 Consent – als Mark
- 2007 Starting Out in the Evening – als Charles
- 2006 Albert Schweitzer: Called to Africa – als Albert Schweitzer
- 2003 The Harriman Alaska Expedition Retraced – als expeditielid
- 1993 Cliffhanger – als piloot
- 1992 Rapid Fire – als agent Anderson
- 1991 Eve of Destruction – als jonge Bill Simmons
- 1990 Crash: The Mystery of Flight 1501 – als Chet Harmon
- 1990 RoboCop 2 – als Holzgang
- 1989 Cast the First Stone – als Neil Douglas

### Televisieseries
Uitgezonderd eenmalige gastrollen.
- 2011 Late Show with David Letterman - als presidentskandidaat - 2 afl.
- 2008 All My Children – als rechter – 3 afl.
- 2006 Love Monkey – als vader van Wayne – 2 afl.
- 1991 Equal Justice – als Ellis Bernstein - 3 afl.
- 1989 – 1990 Knots Landing – als pastoor – 2 afl.

## Theaterwerk opBroadway
- 2007 The Pirate Queen – als Dubhdara
- 2001 – 2004 Urinetown – als officier Lockstock
- 1997  -1998 Side Show – als Terru Connor
- 1996 – heden Chicago – als Billy Flynn (understudy)
- 1994 – 2007 Beauty and the Beast – als Beast (understudy)
- 1986 – 1987 Smile – als Big Bob Freelander
- 1983 – 1984 Zorba – als Nikos (understudy)

- International Standard Name Identifier: 0000 0000 6762 4628
- Library of Congress Control Number: n96028377
- MusicBrainz: 95acf0ec-59ee-4a4e-98b6-e4cb1dba4c5d
- Virtual International Authority File: 4193647
- WorldCat: E39PBJpdM6bq88764wJCPhkkXd